# Робсарт, Эми
Э́ми Да́дли (англ. Amy Dudley, более известна под девичьей фамилией — Робсарт; 7 июня 1532, Норфолк — 8 сентября 1560, Оксфордшир) — первая жена Роберта Дадли, фаворита королевы Елизаветы I. Наиболее известна своей смертью, случившейся в результате падения с лестницы при невыясненных обстоятельствах.
Эми Робсарт была единственной дочерью богатого норфолкского землевладельца. В восемнадцать лет она вышла замуж за Роберта Дадли, сына Джона Дадли, 1-го герцога Нортумберленда. В 1553 году, в результате интриг отца Роберт, среди других членов семьи, был приговорён к смерти и заключён в Тауэре, где Эми регулярно навещала его. После помилования и освобождения Роберта супруги жили бедно, однако это изменилось после восшествия на английский трон Елизаветы I в 1558 году, когда Роберт получил одну из должностей при дворе. Королева была влюблена в Роберта, и при дворе ходили слухи, что Эми, не последовавшая за мужем в Лондон, больна и в случае её смерти Роберт сможет жениться на Елизавете I. Эти слухи укоренились, когда Елизавета одного за другим отвергла нескольких иностранных женихов.
В то время, как Роберт постоянно пребывал при дворе, Эми жила с друзьями в провинции. Утром 8 сентября 1560 года Эми, находившаяся в Камнор-плейс близ Оксфорда, отослала из дома слуг и позднее была найдена мёртвой у подножия лестницы; при осмотре выяснилось, что у неё была сломана шея, а на голове две раны. Коронер признал смерть несчастным случаем.
Смерть Эми вызвала скандал при дворе. Несмотря на результаты расследования, Роберта подозревали в организации смерти жены, хотя большинство современных историков эту точку зрения не разделяет. Роберт оставался в фаворе у королевы, однако о браке Елизаветы I с ним не могло быть и речи. Сразу после смерти Эми появилась версия о том, что по приказу Роберта его ближайший последователь, сэр Ричард Верней организовал убийство Эми; эта версия укоренилась после выхода в 1584 году книги Leicester's Commonwealth — католического подпольного издания, в котором высмеивался Роберт Дадли и его предполагаемые бесчинства. На время история с Эми была забыта, однако интерес к ней возобновился в XIX веке после публикации в 1821 году романа Вальтера Скотта «Кенилворт».
Наиболее широко принятым современным объяснением смерти Эми исследователи называют рак молочной железы и самоубийство, хотя некоторые историки рассматривают и вариант убийства, поскольку заключение коронера, которое было обнаружено в 2008 году, может указывать как на несчастный случай, так и на убийство или самоубийство.

## Происхождение и брак
Эми Робсарт родилась 7 июня 1532 года в Норфолке в семье землевладельца сэра Джона Робсарта и его жены Элизабет Скотт, также происходившей из семьи богатых норфолкских землевладельцев. Джон был весьма влиятелен в Норфолке: с 1532 года он был мировым судьёй, после коронации Эдуарда VI был посвящён в рыцари, а с 1547 по 1548 год занимал пост шерифа Норфолка и Суффолка. Он также был богат: у Джона было три особняка с обширными землями на северо-западе Норфолка; кроме того, союз с Элизабет Скотт принёс Робсарту немалые богатства. Для Элизабет это был второй брак — в первом браке с Роджером Эпплъярдом у неё было четверо детей; Джон до этого не был женат, однако у него был внебрачный сын Артур, которого Робсарт хотел сделать своим основным наследником и потому был рад, что через два года после свадьбы Элизабет родила дочь, а не сына. Для Эми, как и для детей жены от первого мужа, он планировал выгодный брак. Джон Робсарт был сторонником короля Генриха VIII и ярым протестантом, и его единственная дочь разделила религиозные взгляды отца.
С Робертом Дадли, направлявшимся вместе с отцом и братом в Норфолк для подавления восстания крестьянской армии Роберта Кетта, Эми впервые встретилась в Стенфилд-холле — доме её матери близ Уиндема, когда ей было семнадцать лет. Однако существует вероятность того, что Эми и Роберт виделись ранее, поскольку до падения Томаса Говарда, 3-го герцога Норфолка, в 1546 году её отец был вхож в герцогский дом; сама Эми могла быть близка с детьми Говардов и могла сопровождать их во время поездки в Лондон в 1548 году. Кроме того, сохранившиеся письма Эми написаны красивым каллиграфическим почерком, который был присущ скорее представителям более высокой, а не мелкопоместной знати, что может говорить о том, что она тесно общалась и обучалась с теми, кто был выше её по положению. В Стенфилд-холле Эми не говорила с Робертом, но в этот приезд Дадли в ней зародились чувства к будущему мужу.
Возвышение семейства Дадли произошло в начале правления короля Эдуарда VI. Сначала отцу Роберта Джону был пожалован титул графа Уорика, затем в 1550 году он возглавил Тайный совет, а ещё через год он получил титул герцога Нортумберленда. В этот же период Джон Дадли организовал браки нескольких своих детей. 3 июня 1550 года состоялась грандиозная свадьба во дворце Шин, в которой принимал участие сам король; женихом был старший брат Роберта Джон, невестой — дочь политического соперника Дадли Энн Сеймур. На следующий день, за три дня до восемнадцатого дня рождения Эми, она вышла замуж за Роберта; свадьба состоялась примерно через десять месяцев после встречи в Стенфилд-холле. Праздничные торжества по случаю свадьбы старшего брата Джона были бурными и продолжались несколько дней; многие гости настолько устали накануне свадьбы Роберта, что предпочли остаться дома, поэтому празднование свадьбы Эми и Роберта в Шине было весьма скромным и прошло почти незамеченным, несмотря на присутствие короля.
Джон женился на дочери герцога Сомерсета, в то время как женой Роберта стала дочь обычного эсквайра, которая была существенно ниже по положению, чем Роберт. Брак Роберта с Эми был менее престижным и по сравнению с другими членами семьи жениха: старший брат Роберта Амброуз в тот момент был женат на дочери генерального атторнея Уильяма Хорвуда, младший брат, Генри, был обручён с дочерью лорд-канцлера Томаса Одли, а их сестра, Мэри, позднее станет женой Генри Сидни, служившего в тайной палате короля. Однако для Роберта это не имело значения: он женился на Эми по любви; кроме того, этот брак позволил укрепить влияние отца Роберта в Норфолке. В брачном контракте, который был подписан в мае 1550 года, было указано, что Эми сможет унаследовать имущество отца только после смерти обоих родителей, поэтому молодожёны в начале своей совместной жизни зависели от подарков отцов, в частности, отца Роберта.

## Падение Дадли
Первые годы семейная жизнь Эми и Роберта проходила при дворе или же в лондонском доме Дадли. В первой половине 1553 года супруги проживали в Сомерсет-хаусе, хранителем которого был назначен Роберт. В целом счастливая семейная жизнь была омрачена только тем, что Роберт мечтал о большой семье, какая была у его родителей, а Эми никак не могла зачать. Вместе с тем, в мае 1553 года младший брат Роберта Гилфорд женился на любимой кузине короля леди Джейн Грей, и Роберт оказался втянут в интриги отца, который пытался возвести Джейн на английский трон после смерти Эдуарда VI в июле того же года. Свержение Джейн и восшествие на престол единокровной сестры Эдуарда VI Марии ввергло семейную жизнь Эми в хаос: Роберт, как и другие члены семьи, был арестован, заключён в Тауэре и приговорён к смерти. Кроме того, новая королева лишила Эми дома, выселив её из Сомерсет-хауса. Роберт оставался в Тауэре до октября 1554 года; с сентября 1553 года Эми было разрешено навещать мужа в доме констебля Тауэра. В это время постоянным местом жительства Эми был камберуэлльский дом её деда Джона Скотта, умершего в 1532 году, принадлежавший теперь его семье; здесь Эми могла быстро узнавать вести о судьбе мужа и отсюда могла быстро отправиться к нему.
Во второй половине 1554 года мать Роберта и его зять Генри Сидни старались обрести связи в окружении супруга королевы Филиппа Испанского как в Англии, так и в Испании. В октябре их стараниями Роберт и двое его братьев были освобождены и перевезены в дом Сидни в Кенте. Супружеская пара жила у родственников Эми и была финансово ограничена. Несмотря на то, что супруги вели скромный образ жизни, Роберт задолжал значительные суммы денег. Отец Эми умер в 1554 году, мать — тремя годами позднее. Смерть обоих родителей означала, что Эми сможет получить в наследство владения отца, если на то будет воля королевы. Родовой особняк Эми в Сидерстоуне на протяжении многих десятилетий был непригоден для проживания, поэтому, когда пара пребывала за пределами Лондона, они останавливались в доме Уильяма Хайда в Трокине (Хартфордшир). В январе Роберт и его братья Амброуз и Генри получили войска для сражений за Филиппа Испанского, унаследовавшего испанскую корону. Вместе с испанскими войсками Дадли участвовали в битве при Сен-Кантене в 1557 году, в которой был убит Генри. За свои заслуги перед короной Роберт и его единственный к тому моменту брат Амброуз были восстановлены в правах парламентским актом в 1558 году. Во время отсутствия супруга Эми пыталась решить финансовые проблемы и выплатить некоторые долги мужа.

## При Елизавете I
Летом 1558 года Эми с мужем искали подходящее жильё в Норфолке, однако до смерти королевы Марии I в ноябре найти не смогли. С восшествием на престол протестантки Елизаветы I для Дадли всё изменилось, и они оказались в большом фаворе у королевы. Так, Роберт получил должность королевского конюшего и стал практически постоянно пребывать при дворе, лишь изредка посылая жене подарки и возмещая часть расходов на обновление её гардероба. К апрелю 1559 года было очевидно, что королева всерьёз увлечена им, и граф Фериа, посланник короля Филиппа II, сообщал в своём донесении: «за последние несколько дней лорд Роберт вошёл в такой фавор, что вершит дела, как хочет, и говорят даже, что её величество навещает его в его покоях днём и ночью. Люди так вольно это обсуждают, что даже утверждают, будто у его жены болезнь груди и королева только ждёт её смерти, чтобы выйти замуж за лорда Роберта».
Вскоре наблюдатели стали отмечать, что Елизавета не желает отпускать Роберта от себя ни на минуту, а если ей приходится отпустить его, то это делается с большой неохотой. Придворные говорили, что Роберту стоило уделять больше внимания жене, с которой к этому моменту он состоял в браке девять лет. Всё это время Эми жила в провинции у друзей и с мужем почти не виделась. Решение отстранить Эми от придворной жизни, вероятно, было продиктовано нежеланием королевы, влюблённой в Роберта, делить его с кем-то. Скорее всего, слухи доходили до Эми, но неизвестно, как она к ним относилась. На пасху 1559 года Роберт пару дней провёл с женой; в апреле Эми присутствовала в Лондоне на церемонии посвящения её мужа в рыцари ордена Подвязки и задержалась в столице примерно на месяц. 6 июня новый испанский посол де Квадра писал, что «здоровье её [Эми] идёт на поправку, хотя она осторожна с едой». Также тем летом Эми совершила путешествие в Суффолк, а в сентябре она остановилась на несколько месяцев в доме сэра Ричарда Вернея в Уорикшире.
К осени 1559 года Елизавете I поступили предложения о браке от нескольких иностранных принцев, однако ни к одному из них королева не проявила серьёзного интереса. Де Квадра и его имперский коллега сообщали друг другу и своим начальникам, что Роберт травит свою жену ядом, а Елизавета обманывает послов и будет делать это до тех пор, пока с Эми не будет покончено. Часть придворных обвиняла Дадли в том, что под его влиянием королева отказывается от выгодного брака с одним из иностранных принцев; кроме того, при дворе в изобилии ходили слухи о заговорах с целью убийства Роберта. В марте 1560 года испанский посол сообщал Филиппу II: «лорд Роберт сказал кому-то… что если он проживёт ещё один год, то окажется совсем в ином положении, нежели сейчас… Говорят, он подумывает о разводе с женой». Государственный секретарь Уильям Сесил был осведомлён обо всех слухах, циркулировавших вокруг любовного треугольника «Роберт — Елизавета I — Эми», и выражал надежду, что Роберт не пойдёт на убийство жены, а «Господь не позволит свершиться такому преступлению». После визита в Лондон 1559 году Эми больше не виделась с мужем: Роберт планировал навестить жену и других родственников в 1560 году, однако этого не произошло.
С декабря 1559 года Эми жила в Камнор-плейс близ Абингдона в Беркшире (ныне Оксфордшир). Дом — бывший монастырский комплекс — был арендован одним из друзей Дадли и вероятным родственником Эми сэром Энтони Фостером. Фостер жил в этом доме с женой и двумя женщинами — миссис Одингселлс и миссис Оуэн. Эми были отведены самые роскошные и просторные в доме комнаты, располагавшиеся во втором этаже и имевшие отдельный вход и лестницу, ведущую к нему. Позади дома располагались терраса и лес с оленями, где любила гулять Эми. Эми сама распоряжалась доходами от имущества Робсартов и из этих средств оплачивала свои расходы на слуг (около 10 человек). Она также регулярно заказывала платья; записка к портному от 24 августа стала последним из сохранившихся документов, написанных Эми.

## Смерть и расследование
В воскресенье 8 сентября 1560 года Эми была найдена мёртвой у подножия лестницы в Камнор-плейс со сломанной шеей.
В тот день Эми проснулась рано утром, и слуги отметили, что она была в странном настроении: почти сразу после пробуждения она объявила, что хочет остаться одна. В тот день в Абингтоне проходила ярмарка, и Эми посоветовала слугам идти туда, однако одна из престарелых дам, миссис Одингселлс, отказалась. Предположительно, Эми и сама собиралась отправиться на ярмарку, однако миссис Одингселлс сказала ей, что «воскресная ярмарка не то место, куда следует идти знатной женщине». Выслушав доводы миссис Одингселлс, Эми пришла в ярость, а на вопрос, кто же составит ей компанию за обедом, ответила, что это будет миссис Оуэн. В более поздних отчётах говорилось, что в момент смерти Эми миссис Оуэн и миссис Одингселлс играли в карты.
Роберт в день смерти жены находился в Виндзоре вместе с королевой. О происшествии в Камнор-плейс он узнал от посланника, прибывшего в Виндзор 9 сентября. Роберт незамедлительно написал своему управляющему Томасу Блаунту, который к тому моменту уже отправился в Камнор-плейс; Дадли умолял Блаунта выяснить обстоятельства случившегося и начать расследование. Впрочем, расследование коронера уже было начато, когда Блаунт прибыл на место. В Камнор-плейс Томас Блаунт говорил со слугами и интересовался у одной из дам, миссис Пикто, была ли, по её мнению, смерть леди Дадли «случайной или насильственной». Миссис Пикто ничего конкретно не сказала, отметив лишь, что «Эми регулярно молилась Богу и просила уберечь её от отчаяния». Тогда Блаунт спросил, мог ли «дьявол завладеть её разумом» и заставить её совершить самоубийство; миссис Пикто ответила, что Эми не пошла бы на такое. Блаунт написал обо всём Роберту и отметил, что у Эми, по всей видимости, были психические проблемы, однако Роберта, по его мнению, всё равно будут подозревать.
Расследование вёл коронер и пятнадцать присяжных, в число которых вошли местные джентльмены и йомены. Несколько дней спустя Блаунт писал Роберту, что некоторые из присяжных не были друзьями Энтони Фостера — главного арендатора Камнор-плейса (по его мнению, хороший знак, ведь они не будут «скрывать любой недостаток, если таковой будет») и расследовали дело весьма тщательно: «…они держат всё в большом секрете, но всё же я слышу перешёптывания, что они не могут найти злого умысла. И если я могу говорить по совести: я думаю, что некоторым из них придётся пожалеть об этом, да простит меня Бог… Моё собственное мнение успокаивает меня… обстоятельства убедили меня, что это был просто несчастный случай и не более того». Глава присяжных в письме также заверил Роберта, что всё указывает на несчастный случай. Дадли, желая предотвратить ущерб от случившегося (он называл расследование «моим делом»), был рад узнать, что, по всей видимости, его ждёт счастливый исход, однако ради собственного спокойствия и «достижения истины» он дал указание «нескольким честным людям» провести расследование ещё раз. В число второй группы вошли друзья Эми и её единокровный и единоутробный братья — Артур Робсарт и Джон Эпплъярд; оба они прибыли в Камнор-плейс по распоряжению Роберта сразу после смерти Эми.
Вердикт коронера, обнародованный 1 августа 1561 года на суде ассизов, гласил, что леди Дадли «была одна в комнате… и случайно упала» на примыкающей к комнатам лестнице и скатилась «к самому её подножию». На голове Эми было обнаружено две раны: одна «глубиной с четверть большого пальца руки» и другая «глубиной в два пальца». Также, «собственный вес Эми, в результате случайной травмы или падения, утянул её вниз» так, что она сломала шею, «отчего… леди Эми умерла мгновенно… таким образом, присяжные заявляют, что к леди Эми… пришла беда в виде смерти и никак иначе, в чём они [присяжные] согласны». Таким образом, смерть Эми признали несчастным случаем.
Пышная церемония похорон, обошедшаяся Роберту в 2000 фунтов, состоялась 22 сентября 1560 года в церкви Святой Марии в Оксфорде. Роберт носил траур около полугода, однако, как это было принято в то время, на похоронах он не присутствовал; на похороны прибыли единоутробные братья Эми, её друзья и соседи, а также горожане и сельские жители. Двор был погружён в траур около месяца; на это время Роберт удалился в свой дом в Кью.

### Последствия
Смерть Эми, произошедшая на фоне возобновившихся слухов о романе королевы с Дадли, породила «мучительные и тяжёлые подозрения» и сплетни в стране. Роберт был шокирован этим разговорами и опасался, что «безнравственный мир будет использовать эти злые слухи». Государственный секретарь Уильям Сесил опасался возвышения Роберта Дадли, поскольку считал, что если тот станет принцем-консортом (или королём-консортом), ему самому придётся оставить службу — отношения с Дадли у него не сложились. Уже зная о смерти Эми, о которой ещё не было объявлено, Сесил сообщил испанскому послу, что лорд Роберт и королева пожелали вступить в брак и собирались покончить с леди Дадли ядом, «выдав всё за болезнь, но она не болела вообще». Против брака королевы с Дадли выступал и английский посол во Франции Николас Трокмортон, который постарался привлечь как можно больше внимания к сплетням, касавшихся этого дела, которые он слышал при французском дворе. Хотя и Трокмортон, и Сесил использовали скандал для собственной политической выгоды, ни один из них не верил, что Роберт решился на убийство жены. Сесил и Трокмортон были не единственными, кто обвинял Роберта в смерти жены: при дворе многие были убеждены, что Дадли бесспорно виновен в убийстве Эми, так как её смерть развязывала ему руки. Некоторые историки предполагают, что королева была осведомлена о плане убийства или даже могла отдать приказ на его осуществление, так как ещё до официального объявления о смерти Эми она говорила испанскому послу, что «жена Роберта умерла или по крайней мере при смерти».
В октябре, когда Роберт вернулся ко двору, многие были убеждены, что он всё ещё надеется жениться на королеве. Елизавета всё так же была влюблена в него и оставалась благосклонна к молодому вдовцу; на все непрошеные советы противников брака с Дадли она отвечала, что «дело… не таково, как сообщалось» и «не затрагивает ни его честности, ни её чести». Между тем, репутация королевы за рубежом и даже её положение в собственной стране были под угрозой из-за скандала, который, кажется, убедил её, что она не могла рисковать, выходя замуж за Роберта. Сам Роберт изначально не имел никаких иллюзий по поводу своей репутации, которая оказалась испорчена, несмотря на официальный вердикт коронера.

### Обвинения Джона Эпплъярда
Джон Эпплъярд, единоутробный брат Эми, находился на службе у Роберта, за что получал довольно крупные выплаты, которые стали расти с 1559 года; также он получал аннуитетные выплаты, которые также были увеличены. Тем не менее, Джон был разочарован тем, что получал от Дадли, ставшего в 1564 году графом Лестера. В 1567 году ему предложили (вероятно это были герцог Норфолк и граф Сассекс) обвинить Лестера в убийстве жены в обмен на вознаграждение в размере тысячи фунтов. Он отказался участвовать в заговоре, хотя, по его собственному признанию, в последние несколько лет он сам уверился, что его сестра была убита. Он всегда был убеждён в невиновности Дадли, но думал, что не составит труда отыскать истинных виновников. Он говорил, что неоднократно просил помощи графа в этом вопросе, ссылаясь на то, что присяжные всё ещё не уверены в своём решении; Дадли же всегда отвечал, что вновь поднимать этот вопрос не имеет смысла, так как присяжные сошлись во мнении, что смерть Эми была несчастным случаем, и их решение законно. Теперь, когда Лестер узнал о заговоре против него, он вызвал Эпплъярда к себе и после бурного объяснения отослал в дальние имения.
Несколько недель спустя Тайный совет исследовал утверждения Норфолка, Сассекса и Лестера, и Эпплъярд оказался во Флитской тюрьме, где пробыл около месяца. Допрошенному Сесилом и группой представителей знати (среди них были граф Арундел — один из главных противников Роберта Дадли) Джону было приказано дать показания в письменной форме, в которых он должен был указать, что его впутали в заговор «милорд Норфолк, граф Саффолк и другие… чтобы обвинить графа Лестера в смерти его жены». Вместо дачи письменных показаний Эпплъярд предпочёл отречься от всех своих прежних высказываний; он также попросил предоставить ему заключение коронера, после чего Джон изучил его и согласился с решением присяжных.

## Версии смерти

### Первые теории
С начала 1560-х годов распространились слухи о причастности к смерти Эми сэра Ричарда Вернея — одного из арендаторов Роберта Дадли в Уорикшире, в чьём доме Роберт останавливался в 1559 году. Хроника за 1563 год, написанная в духе протеста против Дадли предположительно протестантским активистом Джоном Хейлзом, так описывала эти слухи (сохранён стиль оригинала): «жена лорда Роберта сломала шею в доме Форстера в Оксфордшире… когда её дамы ушли на ярмарку. Хотя многие думают, что она была убита, сэр ----- Верней был там в тот день и, пока делалось дело, гулял по ярмарке в ожидании своего человека; когда тот пришёл, он [Верней] спросил, почему тот задержался. На что его человек ответил, что не мог прийти раньше, чем сделает дело. „Так ты сделал?“ — поинтересовался Верней. „Да, — ответил человек, — я удостоверился“… Задолго до этого лорд Роберт слышал от своих слуг о том, что она (его жена) мертва или при смерти… Этот Верней и некоторые его слуги желали ей смерти, что заставило людей подозревать худшее».
Первая печатная версия об убийстве Эми была опубликована в сатирическом издании Leicester's Commonwealth — печально известной пропагандистской работе, направленной против Лестера и печатавшейся католиками-изгнанниками в 1584 году. По версии Leicester’s Commonwealth, сэр Ричард Верней сам отправился в Камнор-плейс, заставил слуг отправиться на рынок и сломал леди Эми шею, после чего оставил её тело у подножия лестницы; присяжные вынесли вердикт об убийстве, и тело Эми сначала было тайно похоронено в Камнорской церкви, а затем перезахоранено в Оксфорде. В публикации Верней умирает, сообщая, «что все черти в аду» будут рвать его на части, а его слугу (который был с ним в момент убийства Эми) убивают в тюрьме, не дав рассказать правду.
Усиленные значительным влиянием Leicester’s Commonwealth слухи о смерти Эми Робсарт превратились в традиционно приукрашенный фольклор. В начале 1608 года в свет вышла пьеса «Йоркширская трагедия», в которой муж-политик избавляется от жены, столкнув ту с лестницы; хотя ни имя Роберта, ни имя Эми не фигурируют в пьесе, вполне очевидно, что предполагаемое убийство Робсарт стало прототипом убийства жены политика. В XIX веке история Эми стала вновь популярна благодаря роману Вальтера Скотта «Кенилворт»; злодеем в романе вновь выступает Ричард Верней.
Предположение о том, что Эми Робсарт была убита, обрело новую силу с открытием испанской дипломатической переписки (и сопровождавших её ядовитых слухов) викторианским историком Джеймсом Энтони Фрудом. Убедившись в финансовой несостоятельности Роберта, Фруд писал в 1863 году: «она [Эми] была убита людьми, которые рассчитывали получить прибыль от своего приближения к трону; и сам Дадли… использовал частные средства… чтобы не дать расследованию зайти чересчур далеко». Затем в 1885 году свет увидела работа норфолкского антиквара Уолтера Рея «Убийство Эми Робсарт»: согласно этой публикации Робсарт была сначала отравлена, а затем, когда отравление не удалось, умерла насильственной смертью. Основными источниками Рея стали беседы Сесила с де Квадра в период смерти Эми Дадли и снова Leicester’s Commonwealth. Гораздо более научное объяснение смерти Эми дано в 1870 году Джорджем Адлардом в работе «Эми Робсарт и граф Лестер», в которой напечатаны соответствующие письма; в качестве причины смерти Эми Адлард предполагает самоубийство. К 1910 году историк Альберт Поллард был убеждён, что тот факт, что смерть Эми Робсарт вызвала подозрение, был «также естественен, как и невероятен… даже самый захудалый интеллект понял бы, что… убийство сделало бы невозможным брак Елизаветы с Дадли».

### Современные теории
В 2008 году в Национальном архиве Великобритании был обнаружен отчёт коронера о смерти Эми; отчёт оказался неоднозначным и мог указывать как на несчастный случай, так и на убийство и самоубийство. Среди ряда исследователей существует мнение, что при отсутствии заключения судебной экспертизы 1560 года нельзя объяснять смерть Эми несчастным случаем. На этой почве появляются современные версии о том, что Эми была найдена у подножия лестницы со сломанной шеей и травмированной головой, но при этом головной убор на её голове оказался нетронутым; эта сомнительная деталь впервые появилась как сатирическая реплика в Leicester’s Commonwealth и с тех пор стала преподноситься как факт.
Одним из весомых фактов в пользу несчастного случая является то, что Эми страдала от боли в груди, и в 1956 году профессор медицины Иен Эйрд предположил, что у Эми был рак груди, давший метастазы в спинные и шейные позвонки, сделав их очень хрупкими. Это могло стать причиной перелома шеи даже от незначительного растяжения, если предположить, что она оступилась на лестнице, когда поднималась или спускалась. Такое объяснение было вполне оправдано и получило широкое признание.
Другой популярной теорией является то, что Эми Дадли совершила самоубийство из-за болезни или депрессии, тоски и «отчаяния», которые прослеживаются во многих источниках. Причиной депрессии могла быть как болезнь, так и эмоциональный стресс в связи со сплетнями о её муже и королеве. В пользу этой гипотезы говорит как её подавленное состояние, отмечавшееся домочадцами, так и настойчивое желание отослать в тот день всех слуг из дома.
Тем не менее, современные исследователи не исключают версию об убийстве. К примеру, Элисон Уэйр рассматривает в качестве организатора убийства Уильяма Сесила: если Эми действительно была смертельно больна, её естественная кончина позволила бы Роберту позднее взять в жёны королеву; Сесил, не желавший такого исхода, мог организовать убийство ради скандала и лишения Дадли возможности стать королём. Против этой теории говорит то, что своими действиями Сесил мог навредить как репутации королевы, так и своему положению. Версия об убийстве Эми сэром Ричардом Вернеем, совершённом после длительных и бесплодных попыток отравить её (с ведома или без ведома его хозяина), была возрождена историками Джорджем Бернардом и Крисом Скидмором на основании того, что версия о Вернее появляется как в хронике 1563 года, авторство которой приписывается Джону Хейлзу (также называемой «Журнал вопросов государства»), так и в пасквиле Leicester’s Commonwealth 1584 года. Публикация в этих двух изданиях рассматривается как не более, чем пересказ одной и той же сплетни, основанной на популярности в те времена отравлений ядами.
Кроме того, Бернард и Скидмор, а также Сьюзан Доран, придерживаются версии о том, что Роберт Дадли мог повлиять на присяжных. В пользу этой версии говорит то, что сэр Ричард Смит, мэр Абингтона в 1564/1565 годах, принимавший участие в расследовании, ранее служил в доме Елизаветы в её бытность принцессой; в хронике 1563 года его описывали как бывшего «человека королевы» и «бесстыдную» личность. Сообщается, что в 1566 году «мистер Смит» получил дорогой подарок от Лестера — случилось это через шесть лет после расследования смерти Эми. Однако, нет никаких доказательств, что сэр Ричард Смит и «мистер Смит», получивший подарок от Лестера, одно и то же лицо, поскольку фамилия «Смит» была весьма распространена в Англии в тот период. Тем не менее, Сьюзан Доран отмечает, что любое вмешательство в деятельность присяжных со стороны Роберта в равной степени могло легко объясняться желанием прикрыть как убийство, так и самоубийство жены.
Большинство современных историков считает, что Роберт не был причастен к смерти жены и никак не влиял на присяжных. Опровержением причастности к этому делу Роберта может служить его переписка с Томасом Блаунтом и Уильямом Сесилом в первые дни после смерти Эми: его письма написаны нетвёрдой рукой и показывают признаки растревоженного ума, объясняющиеся недоумением и неподготовленностью Лестера к случившемуся. Также вполне очевидно, что Роберт не избрал бы такой способ убийства жены, который приведёт к большому скандалу.

## Образ в искусстве и кинематографе
Таинственная гибель Эми Робсарт ознаменовалась выходом множества пасквилей и эпиграмм, очерняющих Роберта Дадли. Её имя постепенно обросло легендами и вдохновило многих авторов на сочинение поэм, баллад и различных интерпретаций трагической смерти Эми. В частности, огромной популярностью пользовался роман сэра Вальтера Скотта «Кенилворт», опубликованный в 1821 году и вновь пробудивший живой интерес к этой неоднозначной истории. Сюжет, основанный на исторических фактах, во многих деталях недостоверен, а гибель Эми трактуется в романе как преднамеренное убийство, совершённое одним из слуг Роберта Дадли по его приказу.
В 1829 году итальянский композитор Гаэтано Доницетти создал по мотивам драмы Виктора Гюго «Эми Робсарт» и мелодрамы Эжена Скриба «Лестер» оперу «Замок Кенилворт». Отношениям Роберта с королевой и загадочной гибели Эми посвящена также новелла «Незадачливый поклонник. Убийство Эми Робсарт» Рафаэля Сабатини из сборника «Ночи истории».
Версия об убийстве Эми вскользь высказывается и в романе Михаила Булгакова «Мастер и Маргарита»:

По лестнице поднимался вверх бегом одинокий фрачник.

— Граф Роберт, — шепнул Маргарите Коровьев, — по-прежнему интересен. Обратите внимание, как смешно, королева — обратный случай: этот был любовником королевы и отравил свою жену.

— Мы рады, граф, — вскричал Бегемот.

Эми Дадли является героиней двух романов современной британской писательницы Филиппы Грегори: «Тайна Марии Кровавой» (англ. The Queen's Fool) и «Любовник королевы» (англ. The Virgin's Lover).
В 1926 году в Великобритании был снят короткометражный фильм «Замок Кенилворт и Эми Робсарт». Эми также является одной из главных героинь британского телесериала «Кенилворт» (1957); роль Эми исполнила Энн Фёрбенк. В телесериале BBC 1971 года «Елизавета: королева Английская» роль Эми Дадли исполнила актриса Стейси Тендетер. В мини-сериале 2005 года «Королева-девственница» в роли Эми — Эмилия Фокс. Эми Дадли является одним из ключевых персонажей нескольких серий третьего сезона американского телесериала «Царство», в котором роль Эми сыграла Клара Пасека; здесь Эми сначала прикидывается больной, чтобы вернуть мужа, увязшего в романе с королевой, а затем инсценирует борьбу в своей комнате и совершает самоубийство, чтобы не дать Роберту развестись с ней и жениться на Елизавете I. Она также является второстепенные персонажем исторического телесериала «Становление Елизаветы», роль исполнила Руби Эшборн Серкис.

## Комментарии
1. ↑  Эта дата была записана в молитвеннике её отца[1].
2. ↑  В действительности Роберт Дадли получил титул графа Лестера только в 1564 году уже после смерти жены.
3. ↑  У Джейн и Джона Дадли родилось тринадцать детей, из которых восемь достигли зрелого возраста[20].
4. ↑  В 1558 году парламентский акт отменил лишение прав Дадли, но Роберт, как и его брат Амброуз, отказался от прав на имущество или титулы отца[38].
5. ↑  Владельцем усадьбы был Джордж Оуэн — один из королевских врачей времён Генриха VIII. Миссис Оуэн приходилась Джорджу сестрой[51].
6. ↑  Историк Крис Скидмор считает, что большой палец здесь является эквивалентом примерно дюйма (2,54 см); таким образом, одна рана была глубиной около 6 мм, а вторая — чуть больше 5 см. Расположение ран на голове Эми в отчёте коронера не указано[70].
7. ↑  Во второй редакции романа Коровьев называет графа полным титулом — Роберт Дадли, граф Лестер. Однако же, в последней, четвёртой, автор решил пожертвовать конкретикой, оставляя читателю самому догадываться, о ком идёт речь.